# Pedro de Avendaño
Pedro de Avendaño (fl. XVI secolo) è stato un esploratore spagnolo giunto in Cile con l'esercito di García Hurtado de Mendoza nel 1557.

## Biografia
Si distinse nella battaglia di Millarapue. In seguito servì nella guarnigione di Cañete sotto al capitano Alonso de Reinoso. Reinoso alla fine trovò un indiano che svelò la posizione del fuggitivo toqui Mapuche Caupolicán. Avendaño, con 50 uomini e l'indiano traditore come guida, marciò sotto ad una tempesta nelle montagne fino a Pilmaiquén e catturò Caupolicán, che stava progettando una nuova controffensiva contro gli spagnoli, vicino all'attuale Antihuala, il 5 febbraio 1558. Riportò il toqui a Cañete dove fu giustiziato per impalamento per ordine del corregidor Reinoso.
Assicuratasi un'encomienda a Purén, il cattivo trattamento che riservava ai Mapuche gli causò molte inimicizie tra gli indiani. Durante il breve governatorato ad interim di Rodrigo de Quiroga, in seguito all'uscita di scena di Mendoza, nel luglio 1561 Avendaño e due altri spagnoli, Enrique de Flandes e Pedro Pagúete, furono catturati in un'imboscata ed uccisi, e le loro teste prese da un gruppo di Mapuche guidati da Guenupilqui vicino a Purén. La notizia dell'assassinio e dell'esibizione delle teste scatenò la seconda grande rivolta Mapuche della guerra di Arauco.